# Magic Numbers - Numeri magici
Magic Numbers - Numeri magici (Lucky Numbers) è un film del 2000 diretto da Nora Ephron.

## Trama
Russ Richards, meteorologo di una stazione televisiva di Harrisburg, in Pennsylvania, è venerato come una celebrità locale dai suoi telespettatori, e la fama gli offre vantaggi come un posto auto riservato e un proprio stand da Denny's, dove un'omelette porta il suo nome. Il suo atteggiamento eternamente ottimista nasconde il fatto che la sua concessionaria di motoslitte è sull'orlo del fallimento a causa di un inverno insolitamente caldo.
Il suo amico Gig, un losco proprietario di strip club, gli suggerisce una truffa assicurativa per liberare Russ dai suoi problemi finanziari, ma, quando il piano fallisce, Russ si ritrova ancora più indebitato e bersaglio di un sicario di nome Dale. Gig propone allora a Russ di truccare la lotteria della Pennsylvania con l'aiuto della sua fidanzata Crystal Latroy, una modella svampita che estrae e annuncia i numeri vincenti in televisione, e del suo bizzarro cugino Walter, che si fingerà il proprietario del biglietto fortunato.
Il loro piano funziona, ma prima che il jackpot di 6,4 milioni di dollari possa essere reclamato, tutto comincia a complicarsi. Innanzitutto, Walter diventa avido e si rifiuta di consegnare il biglietto vincente a suo cugino e lo scontro fisico di Crystal scatena l'attacco d'asma che alla fine risulta fatale per Walter. Lo squallido direttore della stazione Dick Simmons, che va a letto con Crystal, cerca di ricattare lei e Russ quando scopre quello che hanno fatto, e anche altri che hanno scoperto quello che sembra essere il segreto peggio custodito della città chiedono la loro parte. Ne conseguono caos e omicidi, che spingono i pigri detective Lakewood e Chambers ad avviare un'indagine.

## Critica
Il film ha vinto durante l'edizione dei Razzie Awards 2000 il premio come peggior attore per John Travolta.